# Assunção, Ajuda, Salvador e Santo Ildefonso
Assunção, Ajuda, Salvador e Santo Ildefonso es una freguesia portuguesa del municipio de Elvas, distrito de Portalegre.

## Historia
Fue creada el 28 de enero de 2013 en aplicación de una resolución de la Asamblea de la República de Portugal promulgada el 16 de enero de 2013 con la unión de las freguesias de Ajuda, Salvador e Santo Ildefonso y Assunção.

## Demografía
| Gráfica de evolución demográfica de Assunção, Ajuda, Salvador e Santo Ildefonso entre 2011 y 2021 |
|                                                                                                   |
| Datos según el nomenclátor publicado por el INE portugués.                                        |